# Chalmecatl
Chalmecatl, (nahuatl: Senhor das águas), na mitologia asteca, é um dos senhores de Mictlan, mundo subterrâneo reinado por Mictlantecuhtli.